# Ясенівська селищна рада
Ясенівська се́лищна ра́да — орган місцевого самоврядування у складі Ровеньківської міської ради Луганської області. Адміністративний центр — селище міського типу Ясенівський.

## Загальні відомості
- Ясенівська селищна рада утворена в 1952 році.
- Територія ради: 5,4 км²
- Населення ради: 9 623 особи (станом на 2001 рік)

## Населені пункти
Селищній раді підпорядковані населені пункти:
- смт Ясенівський
- с. Красний Колос

## Склад ради
Рада складається з 30 депутатів та голови.
- Голова ради: Бондаренко Валерій Леонідович

### Керівний склад попередніх скликань
| ПІБ                           | Основні відомості                                                        | Дата обрання | Дата звільнення |
| ----------------------------- | ------------------------------------------------------------------------ | ------------ | --------------- |
| Свистунов Валерій Миколайович | Селищний голова, 1958 року народження, член Партії регіонів              | 26.03.2006   | 31.10.2010      |
| Бондаренко Валерій Леонідович | Селищний голова, 1959 року народження, освіта вища, член Партії регіонів | 31.10.2010   |                 |

Примітка: таблиця складена за даними джерела

### Депутати
За результатами місцевих виборів 2010 року депутатами ради стали:

#### За суб'єктами висування
| Суб'єкт висування           | Кількість обраних депутатів | %    |
| --------------------------- | --------------------------- | ---- |
| Партія регіонів             | 20                          | 66,7 |
| Комуністична партія України | 7                           | 23,3 |
| Самовисування               | 3                           | 10   |

#### За округами
| № округу                    | Прізвище, ім'я, по батькові        | Дата визнання обраним | Освіта         | Партійна приналежність            | Відомості про обраного депутата                                                             |
| --------------------------- | ---------------------------------- | --------------------- | -------------- | --------------------------------- | ------------------------------------------------------------------------------------------- |
| Комуністична партія України |                                    |                       |                |                                   |                                                                                             |
| 1                           | Зуєва Людмила Юріївна              | 03.11.2010            | Освіта вища    | позапартійна                      | Ясенівська селищна рада, спеціаліст 1 категорії                                             |
| 3                           | Серьогіна Ганна Матвіївна          | 03.11.2010            | Освіта вища    | член Комуністичної партії України | пенсіонер                                                                                   |
| 10                          | Мудрієвський Михайло Станіславович | 03.11.2010            | Освіта середня | позапартійний                     | пенсіонер                                                                                   |
| 13                          | Князева Лариса Юріївна             | 03.11.2010            | Освіта середня | позапартійна                      | комунальне підприємство ЖЕК, начальник                                                      |
| 17                          | Робейко Валерій Григорович         | 03.11.2010            | Освіта середня | позапартійний                     | ВП шахта ім. Фрунзе ДП «Ровенькиантрацит», електрослюсар підземний                          |
| 18                          | Бородавка Надія Георгіївна         | 03.11.2010            | Освіта середня | позапартійна                      | ВП шахта ім. Фрунзе ДП «Ровенькиантрацит», робітник парнику                                 |
| 19                          | Пчелинцев Микола Єгорович          | 03.11.2010            | Освіта вища    | позапартійний                     | пенсіонер                                                                                   |
| Партія регіонів             |                                    |                       |                |                                   |                                                                                             |
| 2                           | Кравцова Ганна Савівна             | 03.11.2010            | Освіта вища    | член Партії регіонів              | Ровеньківське відділення Благодійного фонду «Благовіст», начальник                          |
| 4                           | Бірюкова Олена Юріївна             | 03.11.2010            | Освіта середня | позапартійна                      | дошкільний заклад «Родзинка», медичний працівник                                            |
| 5                           | Смашнюк Марина Володимирівна       | 03.11.2010            | Освіта вища    | позапартійна                      | ВП шахта ім. Вахрушева ДП «Ровенькиантрацит», гірничий нормувальник                         |
| 7                           | Трембач Федір Олександрович        | 03.11.2010            | Освіта середня | позапартійний                     | ВП шахта ім. Вахрушева ДП «Ровенькиантрацит», охоронець                                     |
| 8                           | Котов Олександр Анатолійович       | 03.11.2010            | Освіта середня | член Партії регіонів              | ВП шахта ім. Фрунзе ДП «Ровенькиантрацит», електрослюсар підземний                          |
| 9                           | Оленченко Сергій Олександрович     | 03.11.2010            | Освіта вища    | член Партії регіонів              | ВП шахта ім. Вахрушева ДП «Ровенькиантрацит», завідувач гірничних робіт                     |
| 12                          | Вергунов Олексій Володимирович     | 03.11.2010            | Освіта середня | позапартійний                     | ВП шахта «Комсомольська», МГВМ                                                              |
| 14                          | Федоренко Наталія Миколаївна       | 03.11.2010            | Освіта середня | позапартійна                      | приватний підприємець                                                                       |
| 15                          | Складан Володимир Іванович         | 03.11.2010            | Освіта вища    | позапартійний                     | ВП шахта ім. Фрунзе ДП «Ровенькиантрацит», заступник головного інженера з виробництва       |
| 16                          | Каралкіна Надія Андріївна          | 03.11.2010            | Освіта вища    | позапартійна                      | ВП шахта ім. Фрунзе ДП «Ровенькиантрацит», старший інспектор трудової дисципліни            |
| 20                          | Солохін Михайло Юрійович           | 03.11.2010            | Освіта вища    | член Партії регіонів              | ВП шахта ім. Фрунзе ДП «Ровенькиантрацит», начальник дільниці № 3                           |
| 21                          | Літінський Михайло Олександрович   | 03.11.2010            | Освіта середня | позапартійний                     | приватний підприємець                                                                       |
| 22                          | Білоногова Ольга Борисівна         | 03.11.2010            | Освіта вища    | позапартійна                      | ВП шахта ім. Фрунзе ДП «Ровенькиантрацит», інженер з інформаційно-аналітичного забезпечення |
| 23                          | Хоміна Римма Романівна             | 03.11.2010            | Освіта середня | позапартійна                      | Дошкільний заклад «Родзинка», завідувач господарства                                        |
| 24                          | Бубенцов Віктор Іванович           | 03.11.2010            | Освіта вища    | позапартійний                     | ВОТ Ровеньківська міська друкарня, директор                                                 |
| 25                          | Білоногов Олександр Сергійович     | 03.11.2010            | Освіта вища    | позапартійний                     | ВП Управління матеріально-технічного забезпечення ДП «Ровенькиантрацит», охоронець          |
| 26                          | Лупашко Ірина Вікторівна           | 03.11.2010            | Освіта вища    | позапартійна                      | Будинок культури ім. Горького, директор                                                     |
| 27                          | Разіков Віктор Отажанович          | 03.11.2010            | Освіта середня | позапартійний                     | ВП шахта ім. Вахрушева ДП «Ровенькиантрацит», начальник дільниці                            |
| 29                          | Кохонова Валентина Станіславівна   | 03.11.2010            | Освіта вища    | член Партії регіонів              | пенсіонер                                                                                   |
| 30                          | Колінько Валентина Іванівна        | 03.11.2010            | Освіта середня | позапартійна                      | Дошкільний заклад «Родзинка», бухгалтер                                                     |
| Самовисування               |                                    |                       |                |                                   |                                                                                             |
| 6                           | Цуркан Людмила Миколаївна          | 03.11.2010            | Освіта вища    | позапартійна                      | приватне підприємство, кухар                                                                |
| 11                          | Лопата Дмитро Вікторович           | 03.11.2010            | Освіта вища    | член Партії регіонів              | ВП шахта ім. Фрунзе ДП «Ровенькиантрацит», помічник начальника дільниці № 3                 |
| 28                          | Панкратова Наталія Віталіївна      | 03.11.2010            | Освіта середня | член Партії регіонів              | Ясенівська загальноосвітня школа № 1, вчитель                                               |